# Volcanic Seven Summits

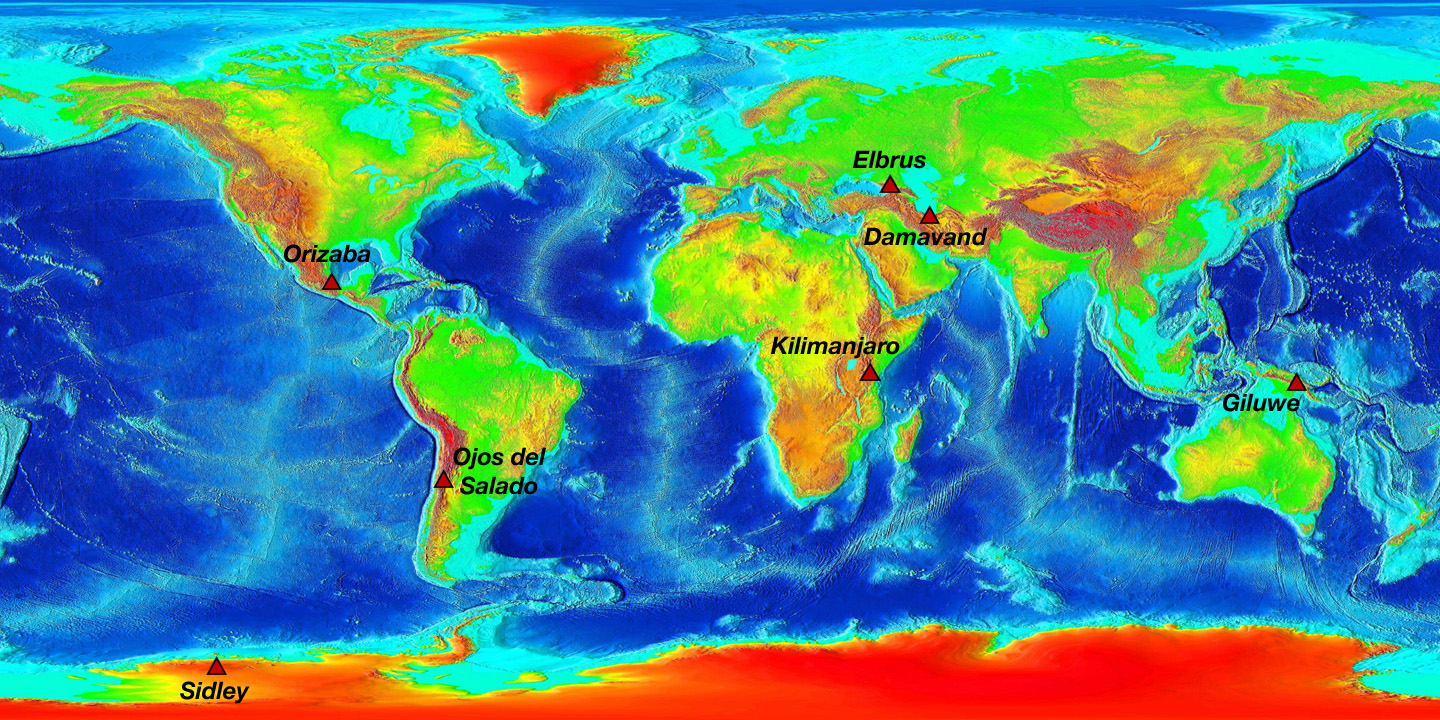
Volcanic Seven Summits på en karta som visar höjd över havet.

Volcanic Seven Summits (sv: De sju vulkanerna) är de högsta vulkanerna på varje av de sju kontinenterna likadant som Seven summits är de högsta bergen (oavsett geologiska ursprung) på varje kontinent. Att bestiga alla "Vulkaniska sju" betraktas som en utmaning för bergsbestigare. Första gången någon lyckades var 1999.  

## Volcanic Seven Summitsdefinitionen
På grund av de olika tolkningarna av var de kontinentala gränserna går (geologiska, geografiska och geopolitiska) finns de flera definitioner för vilken som är den högsta vulkanen på varje kontinent. Antalet sju kontinenter som används här är baserat på kontinentmodellen som används i Västeuropa och USA. De kontinenter som definieras här är på geologiska och geografiska modeller, inte geopolitiska.
En ytterligare komplikation vid fastställandet av den högsta vulkaniska toppen är att man måste definiera exakt vad som utgör en vulkan och hur mycket primärfaktor det måste ha i förhållande till någon icke vulkaniskt berg för att vara berättigad det. I denna lista måste berget ha rest sig av vulkaniska utbrott och inte bara består av vulkaniska bergarter som har skapats av andra geologiska processer. Dessutom har ett topografiskt framträdande på minst 1000 fot (305 meter) behövs så att listan bara består av äkta vulkaniska berg och inte av mindre områden lava som råkade "läcka" ut på en högt belägen plats. (se det om Asien)

### Afrika, Nordamerika och Antarktis
Den högsta vulkanen på var och en av dessa kontinenter är lätt att definiera och är odiskutabla: Kilimanjaro i Afrika, Pico de Orizaba i Nordamerika och Mount Sidley i Antarktis.

### Australien / Oceanien
Även om det finns några små vulkaner på Australiska ön, se här räknar denna lista med ön Nya Guinea som en del av den Australiska kontinenten. Ett stort antal vetenskapliga artiklar skrivna på 1970-talet och 1980-talet bekräftar att Mount Giluwe i Papua Nya Guinea faktisk är en gammal slocknad vulkan , till skillnad ifrån de andra högre bergen på Nya Guinea vilket ingen har eller har haft vulkanisk aktivitet. Därför är Giluwe är den högsta vulkanen på den Australienska kontinenten.
Även om denna kontinent definieras som hela Oceanien (där med tillkommer också Nya Zeeland, Polynesien och Hawaii). Men Giluwe är fortfarande högre än Mauna Kea på Hawaii och andra vulkaner på Nya Zeeland.

### Europa
Den vanligt vedertagna gränsen mellan Europa och Asien går längs Uralbergen i centrala Ryssland och efter Kaukasus längs den södra gränsen till Ryssland. Den massiva två-toppade stratovulkanen Elbrus reser sig upp precis vid den norra gränsen och blir då också den högsta vulkanen i Europa.

### Sydamerika
Aconcagua, det högsta berget i Sydamerika, har visserligen vulkaniskt ursprung, men det nuvarande (höga) läget beror på andra geologiska processer än strikt vulkaniska. Ur den aspekten betraktas Aconcagua därför inte som en vulkan, åtminstone inte som en giltig medlem av Volcanic Seven Summits.
Ett svårare problem är att avgöra vilken av de Sydamerikanska vulkanerna som är högst. Topografiska kartor vid Chiles och Argentinas gräns innehåller väldigt mycket fel och med ökänt dålig precision mer än 100 meter i många fall. Den högsta toppen efter senaste mätningarna är Ojos del Salado som är den näst högsta berget i Sydamerika betydlig högre än Pissis.

### Asien
Den mest problematiska situationen i utformningen av Volcanic Seven Summits är i Asien. Demavend (5610 meter) är en väldigt stor isolerad stratovulkan med över 4600 meter i primärfaktor men det kan finnas vulkaniska varmvattenkällor i Tibet där lava har brutit ut på högre höjd än på Mount Demavend. I Kunlun Volcanic Group på upp till 5808 meters höjd.  Men informationen är ytterst knappa om dessa vulkaner och höjden är okänd riktighet eller tillförlitlig. Dessutom är knappast konvulkanernas primärfaktor tillräckligt hög för att komma upp i 1000 fot över platån som de ligger på. Alla vulkaner i listan har en primärfaktor som högt överskrider det satta tröskelvärdet.

## Tabell överVolcanic Seven Summits
| Ojos del Salado | 6 893 meter | 3 700 meter | Sydamerika            | Anderna                     | Chile/Argentina  |
| Kilimanjaro †   | 5 895 meter | 5 885 meter | Afrika                | -                           | Tanzania         |
| Elbrus †        | 5 642 meter | 4 741 meter | Europa                | Kaukasus                    | Ryssland         |
| Pico de Orizaba | 5 636 meter | 4 922 meter | Nordamerika           | Trans-Mexican Volcanic Belt | Mexiko           |
| Demavend        | 5 610 meter | 4 667 meter | Asien                 | Alborz                      | Iran             |
| Mount Giluwe    | 4 368 meter | 2 488 meter | Australien / Oceanien | Southern Highlands          | Papua Nya Guinea |
| Mount Sidley    | 4 285 meter | 2 517 meter | Antarktis             | Executive Committee Range   | -                |

† OBS: Två av dessa vulkaner (Kilimanjaro och Elbrus) är också medlemmar i Seven summits.

## Volcanic Seven Second Summits
Att definiera den näst högsta vulkanen (här angivet med Seven Second Summits) på varje kontinent är lite mer komplicerat eftersom de kontinentala definitionerna har blivit kritiska. Likadant som ovan är de enkelt att säga vilka som är de högsta i Afrika (Mount Kenya) , Nordamerika (Popocatépetl) och Antarktis (Mount Erebus) och även i Sydamerika (Pissis) och Asien (Ararat) har också den högsta vulkanen fastställts.  
Det största problemet är Australien/Oceanien. Mount Hagen i Papua Nya Guinea är den näst högsta vulkanen på den Australiensiska kontinenten men räknar man med hela Oceanien kommer Mount Hagen "bara" på tredje plats efter Mauna Kea, Mauna Loa på Hawaii.  
När det gäller Europa är Kazbek den näst högsta vulkanen. Även om Kazbek ligger helt och hållet i Georgien vars Europeiska status ifrågasätts ibland ligger Kazbek helt på den Europeiska sidan om floden Terek vilket gör att Kazbek tillhör Europa.
Alla variant definitioner finns med i tabellen nedan, så det finns 8 vulkaner i listan:
| Pissis        | 6795 meter | 2140 meter  | Sydamerika  | Anderna                     | Argentina        |
| Popocatépetl  | 5426 meter | 3020 meter  | Nordamerika | Trans-Mexican Volcanic Belt | Mexiko           |
| Mount Kenya † | 5199 meter | 3825 meter  | Afrika      | Mount Kenya                 | Kenya            |
| Ararat        | 5137 meter | 3611 meter  | Asien       | Ararat                      | Turkiet          |
| Kazbek        | 5047 meter | 3277 meter  | Europa      | Kaukasus                    | Georgien         |
| Mauna Kea     | 4205 meter | 4205 meter  | Oceanien    | Hawaii                      | USA              |
| Mount Erebus  | 3794 meter | 3794 meter  | Antarktis   | Ross Island                 | -                |
| Mount Hagen   | 3778 meter | > 900 meter | Australien  | Hagen Range                 | Papua Nya Guinea |

† OBS: bara en av dessa "Volcanic Seven Second Summits" är också med i Seven Second summits (Mount Kenya)